# دوري آيسلندا الممتاز 1939
دوري آيسلندا الممتاز 1939 (بالآيسلندية: Efsta deild karla í knattspyrnu 1939) هو الموسم 28 من  دوري آيسلندا الممتاز. كان عدد الأندية المشاركة فيه  4، وفاز فيه نادي فرام.